# Puerto Morazán (ort)
Puerto Morazán är en ort i Nicaragua med 1 400 invånare (2005). Den ligger vid vattnet i Estero Real deltat i kommunen Puerto Morazán i departementet Chinandega, i den västra delen av landet.